# Rycerzyk oliwkowożółty

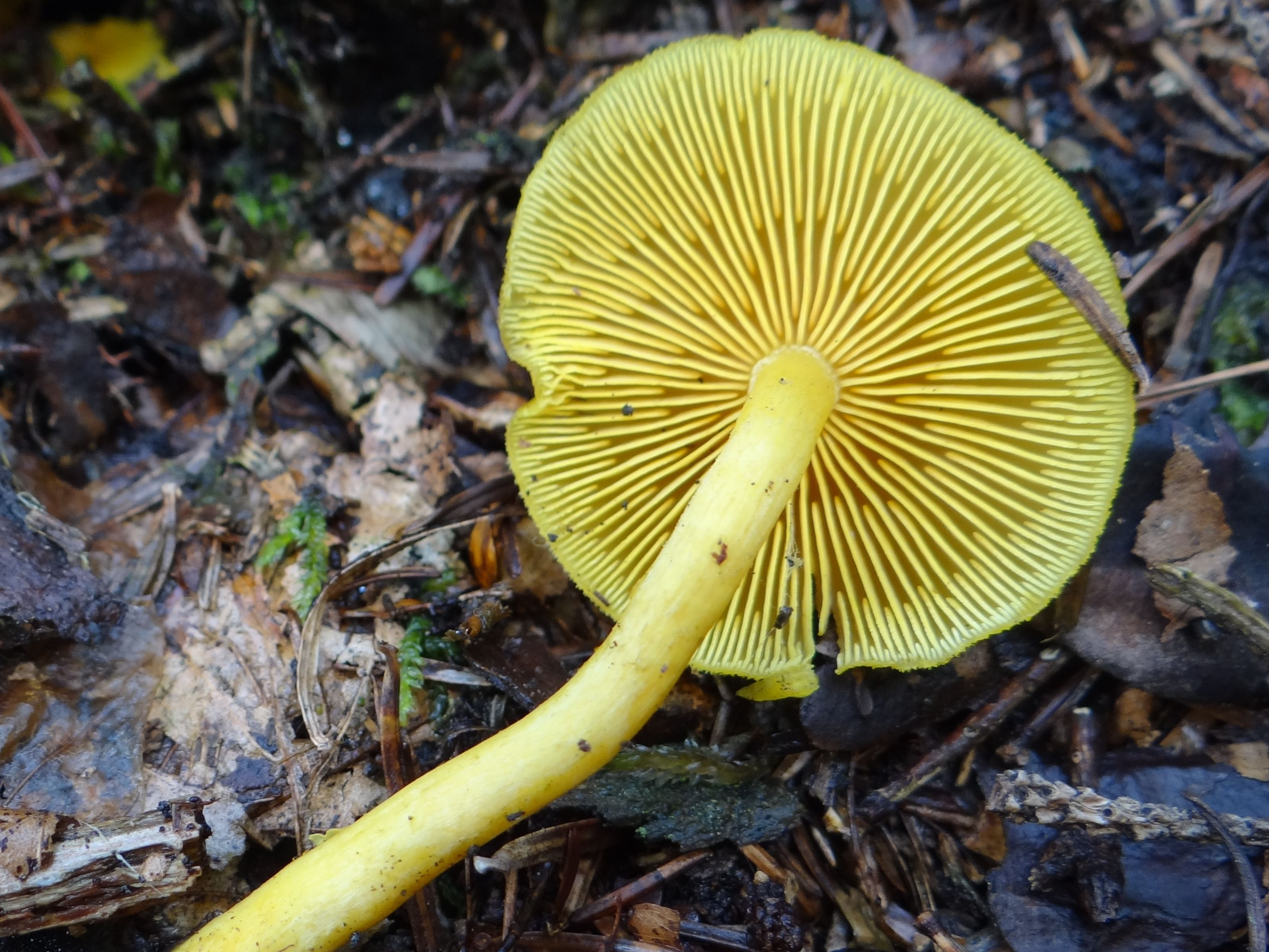
Blaszki i trzon rycerzyka oliwkowożółtego

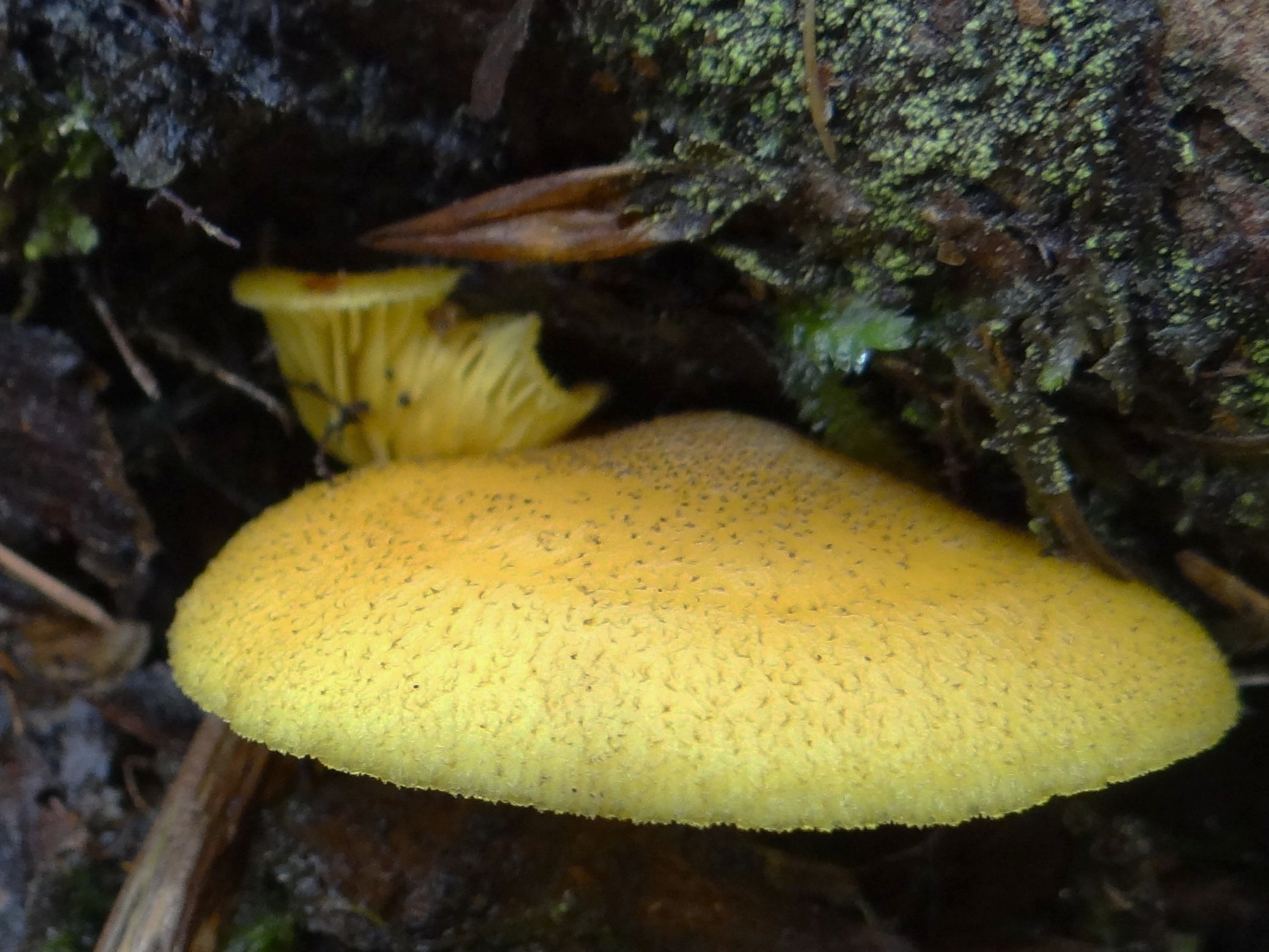
Łuski nie mają odcieni czerwonawych

Rycerzyk oliwkowożółty (Tricholomopsis decora (Fr.) Singer) – gatunek grzybów należący do rzędu pieczarkowców (Agaricales).

## Systematyka i nazewnictwo
Pozycja w klasyfikacji według Index Fungorum: Tricholomopsis, Incertae sedis, Agaricales, Agaricomycetidae, Agaricomycetes, Agaricomycotina, Basidiomycota, Fungi.
Po raz pierwszy takson ten zdiagnozował w 1821 r. Elias Fries nadając mu nazwę Agaricus decorus. Obecną, uznaną przez Index Fungorum nazwę nadał mu w 1939 r. Rolf Singer, przenosząc go do rodzaju Tricholomopsis. 
Ma 12 synonimów naukowych
Nazwę polską podał Władysław Wojewoda w 1999 r. W polskim piśmiennictwie mykologicznym gatunek ten opisywany był też jako boczniak ozdobny. W atlasach grzybów opisywany również jako rycerzyk ozdobny.

## Morfologia
Kapelusz
Średnica 3–6 cm, początkowo łukowaty, później płaski z wklęsłym środkiem. Powierzchnia złotożółta, pokryta łuskami barwy od oliwkowobrązowej do oliwkowoczarnej. Najwięcej łusek jest na środku kapelusza.
Blaszki
Średnio gęste, o szerokości 3–8 mm, przy trzonie wykrojone ząbkiem. Są intensywnie żółte, o ostrzach równo oszronionych.
Trzon
Wysokość 5–8 cm, grubość 0,7–1,2 cm. Jest walcowaty, zwykle zakrzywiony, początkowo pełny, z czasem pusty w środku. Powierzchnia łuskowata lub włóknista, żółta, tylko w najwyższej części pod blaszkami u młodych owocników biaława.
Miąższ
Cienki, sprężysty, żółty. Nie zmienia barwy po uszkodzeniu. Smak nieco gorzki, zapach łagodny i słaby. W reakcji z KOH zmienia barwę na różową lub czerwoną.
Wysyp zarodników
Biały. Zarodniki eliptyczne, gładkie, nieamyloidalne, o rozmiarach 6–7,5 × 4,5–5 μm. Pleurocystydy rzadkie i ledwo co wystające nad podstawkami, cheilocystydy liczne.

## Występowanie i siedlisko
Występuje w Ameryce Północnej i Europie. W Europie występuje głównie w górach, na rozproszonych stanowiskach, poza górami spotykany jest bardzo rzadko. W Polsce gatunek rzadki. Znajduje się na Czerwonej liście roślin i grzybów Polski. Ma status R – potencjalnie zagrożony z powodu ograniczonego zasięgu geograficznego i małych obszarów siedliskowych. Znajduje się na listach gatunków zagrożonych także w Danii i Holandii.
Rośnie w lasach iglastych i mieszanych na próchniejącym drewnie świerków i sosen. Owocniki wytwarza od czerwca do października.

## Znaczenie
Saprotrof. Zwykle uważany jest za grzyb niejadalny, gdyż ma ziemisty smak, czasami nawet gorzki ale w Rosji jest grzybem jadalnym. 

## Gatunki podobne
- rycerzyk czerwonołuskowy (Tricholomopsis ornata) mający łuski czerwonobrązowe lub czerwonawe[4].
- rycerzyk czerwonozłoty (Tricholomopsis rutilans) jest większy, ma czerwonawe odcienie na kapeluszu i łuski czerwonofioletowe[4].